# Treinongeval bij Pécrot
Het treinongeval bij Pécrot was een spoorwegongeval op spoorlijn 139 (Leuven - Ottignies) bij de plaats Pécrot op 27 maart 2001, waarbij twee passagierstreinen op elkaar botsten, doordat één trein kilometers lang over het verkeerde spoor reed. Bij het ongeluk kwamen acht mensen om en raakten twaalf personen gewond.

## Omstandigheden
De treinbestuurder negeerde bij vertrek uit Waver een rood sein, waardoor hij een wissel passeerde die nog in een stand stond die de trein op het verkeerde spoor deed belanden.
Doordat men geen contact met de treinbestuurder kon krijgen (op de spoorlijn Leuven-Waver-Ottignies was geen radiokanaal en de bestuurder had geen mobiele telefoon) en het verkeerd reageren van de verantwoordelijke seingevers (een seingever in Wallonië die geen Nederlands sprak, werd niet begrepen door een seingever in Leuven die geen Frans sprak), kon de trein niet op tijd tot stilstand gebracht worden. Bij de ramp vielen acht doden waaronder beide  treinbestuurders en zes passagiers. Daarnaast vielen er nog twaalf zwaargewonden.

## Betrokken treinen

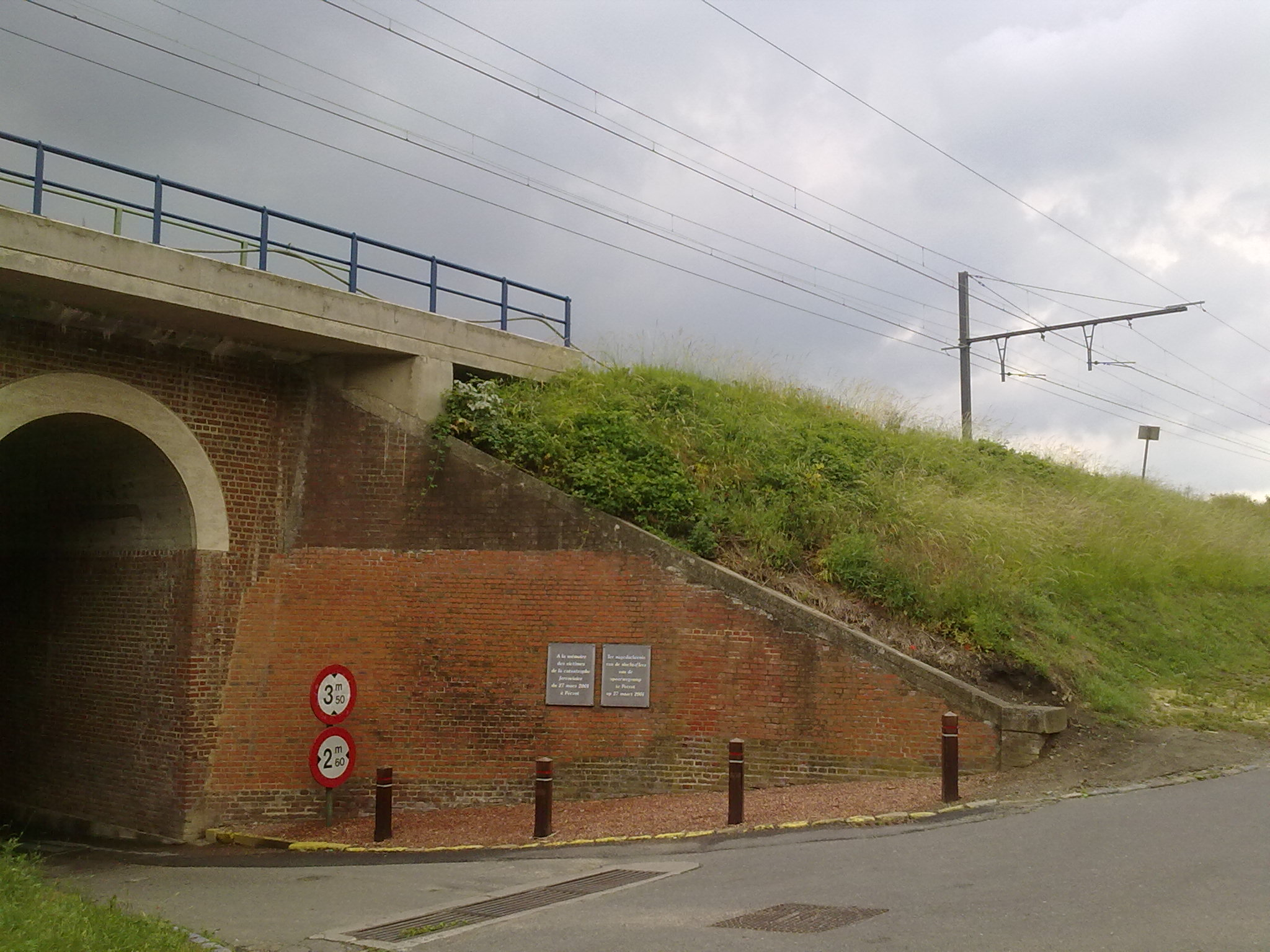
De plaats van het ongeval en de tweetalige herdenkingsaanschriften.

Bij het ongeluk waren twee treinen betrokken:
- L 6458 Leuven - Louvain-la-Neuve-Université: Wagenstellen 932 en 921
- Lege trein op weg naar Sint-Joris-Weert: Wagenstel 709

## Gevolgen
De NMBS werd veroordeeld tot het betalen van ongeveer 100.000 euro. Als gevolg van dit ongeluk kregen alle machinisten nadien een dienst-GSM.